# Нима това е човек
„Нима това е човек“ (на италиански: Se questo è un uomo) е мемоарна книга на италианския писател Примо Леви, издаден през 1947 година.
Книгата описва престоя на автора в концентрационния лагер „Аушвиц“, от ареста му като участник в Италианската съпротива през декември 1943 година до освобождаването на лагера през януари 1945 година.
„Нима това е човек“ е издадена на български език през 1995 година в превод на Божан Христов.